# Emilian Siracki
Emilian Siracki (ur. 15 lipca 1923 we Lwowie, zm. 22 października 2009 w Krakowie) – polski trener, sędzia i działacz siatkarski.

## Kariera sportowa
Od 1959 był trenerem reprezentacji Polski juniorów, prowadził ją m.in. w pierwszym oficjalnym spotkaniu (z Jugosławią w 1959) oraz I mistrzostwach Europy w 1966 (10. miejsce) Od 1962 był trenerem męskiej drużyny Hutnika Kraków, w 1965 wprowadził ją do ekstraklasy, a w 1968 i 1969 wywalczył wicemistrzostwo Polski. Po sezonie 1969/1970 został w klubie trenerem koordynatorem, ale ponownie prowadził krakowski klub w sezonie 1971/1972, 1975/1976 i przez część sezonu 1985/1986.
Od 1960 był sędzią siatkarskim szczebla centralnego, od 1965 sędzią międzynarodowym. Wchodził w skład Wydziału Sędziowskiego PZSP, był prezesem Krakowskiego Okręgowego Związku Piłki Siatkowej.